# Tuberculose (maladie professionnelle)
Une tuberculose peut être reconnue comme maladie professionnelle en France.
Cet article relève du domaine de la législation sur la protection sociale et a un caractère plus juridique que médical. Pour la description clinique de la maladie se reporter à l'article suivant :

## Législation enFrance

### Régime général
| Fiche Maladie professionnelle | Fiche Maladie professionnelle | Fiche Maladie professionnelle |
| Ce tableau définit les critères à prendre en compte pour qu'une affection tuberculeuse soit prise en charge au titre de la maladie professionnelle | Ce tableau définit les critères à prendre en compte pour qu'une affection tuberculeuse soit prise en charge au titre de la maladie professionnelle                                                                 | Ce tableau définit les critères à prendre en compte pour qu'une affection tuberculeuse soit prise en charge au titre de la maladie professionnelle |
| Régime Général. Date de création : 9 janvier 1958 | Régime Général. Date de création : 9 janvier 1958 | Régime Général. Date de création : 9 janvier 1958 |
| Tableau no 40 RG | Tableau no 40 RG | Tableau no 40 RG |
| Affections dues aux bacilles tuberculeux et à certaines mycobactéries atypiques : Mycobacterium avium/intracellulare, Mycobacterium kansasii, Mycobacterium xenopi, Mycobacterium marinum, Mycobacterium foruitum.                                                           | Affections dues aux bacilles tuberculeux et à certaines mycobactéries atypiques : Mycobacterium avium/intracellulare, Mycobacterium kansasii, Mycobacterium xenopi, Mycobacterium marinum, Mycobacterium foruitum. | Affections dues aux bacilles tuberculeux et à certaines mycobactéries atypiques : Mycobacterium avium/intracellulare, Mycobacterium kansasii, Mycobacterium xenopi, Mycobacterium marinum, Mycobacterium foruitum.                                                                          |
| --- | --- | --- |
| Désignation des Maladies | Délai de prise en charge | Liste indicative des principaux travaux susceptibles de provoquer ces maladies |
| - A - Affections dues à Mycobacterium bovis - Tuberculose cutanée ou sous-cutanée. | 6 mois | Travaux exposant au contact d'animaux susceptibles d'être porteurs de bacilles bovins ou exécutés dans des installations où ont séjourné de tels animaux. |
| - Tuberculose ganglionnaire. | 6 mois | Travaux exécutés dans les abattoirs, les boucheries, les charcuteries, les triperies ou boyauderies, les entreprises d'équarrissage. |
| - Synovite, ostéo-arthrite. | 1 an | |
| - Autres localisations. | 6 mois | |
| À défaut de preuves bactériologiques, le diagnostic devra s'appuyer sur des examens anatomo-pathologiques ou d'imagerie, ou à défaut, par traitement d'épreuve spécifique.                                                                                                   | | Manipulation ou traitement du sang, des glandes, des os, des cornes, des cuirs verts. Soins vétérinaires. Travaux de laboratoire de biologie. |
| - B - Affections dues à Mycobacterium tuberculosis, Mycobacterium bovis, Mycobacterium africanum : - Primo-infection. - Tuberculose pulmonaire ou pleurale. - Tuberculose extra-thoracique.                                                                                  | 6 mois | Travaux de laboratoire de bactériologie. Travaux effectués par le personnel de soins et assimilé, de laboratoire, d'entretien, de service ou des services sociaux, mettant le personnel au contact de produits contaminés ou de malades dont les examens bactériologiques ont été positifs. |
| La primo-infection sera attestée par l'évolution des tests tuberculiniques. L'étiologie des autres pathologies devra s'appuyer, à défaut de preuves bactériologiques, sur des examens anatomo-pathologiques ou d'imagerie, ou à défaut, par traitement d'épreuve spécifique. | | |
| - C - Infections dues à Mycobacterium avium intracellulare, Mycobacterium kansasii, Mycobacterium xenopi : - Pneumopathies chroniques dont l'étiologie doit être confirmée par des examens bactériologiques.                                                                 | 6 mois | Travaux de laboratoire de bactériologie. Travaux effectués par le personnel de soins et assimilé, de laboratoire, d'entretien, de service ou de services sociaux, mettant le personnel au contact de produits contaminés ou de malades dont les examens bactériologiques ont été positifs.  |
| - D - Affections cutanées dues à Mycobacterium marinum et Mycobacterium foruitum : - Infection cutanée granulomateuse ulcéreuse prolongée dont l'étiologie doit être confirmée par des examens bactériologiques.                                                             | 30 jours | Travaux en milieu aquatique mettant en contact avec des eaux contaminées. Travaux d'entretien des piscines et aquarium. |
| Date de mise à jour : 29 juillet 1989 | | |

### Régime agricole
| Fiche Maladie Professionnelle | Fiche Maladie Professionnelle | Fiche Maladie Professionnelle |
| Ce Tableau définit les critères à prendre en compte pour qu'une affection tuberculeuse soit prise en charge au titre de la maladie professionnelle                         | Ce Tableau définit les critères à prendre en compte pour qu'une affection tuberculeuse soit prise en charge au titre de la maladie professionnelle | Ce Tableau définit les critères à prendre en compte pour qu'une affection tuberculeuse soit prise en charge au titre de la maladie professionnelle        |
| Régime Agricole.Date de création : 17 juin 1955 | Régime Agricole.Date de création : 17 juin 1955 | Régime Agricole.Date de création : 17 juin 1955 |
| Tableau no 16 RA | Tableau no 16 RA | Tableau no 16 RA |
| MALADIES DUES AUX BACILLES TUBERCULEUX ET A CERTAINES MYCOBACTERIES ATYPIQUES (Mycobacterium marinum, Mycobacterium fortuitum)                                             | MALADIES DUES AUX BACILLES TUBERCULEUX ET A CERTAINES MYCOBACTERIES ATYPIQUES (Mycobacterium marinum, Mycobacterium fortuitum)                     | MALADIES DUES AUX BACILLES TUBERCULEUX ET A CERTAINES MYCOBACTERIES ATYPIQUES (Mycobacterium marinum, Mycobacterium fortuitum)                            |
| --- | --- | --- |
| Désignation des Maladies | Délai de prise en charge | Liste indicative des principaux travaux susceptibles de provoquer ces maladies                                                                            |
| - A - Affections dues à mycobacterium bovis | | Travaux exposant au contact d'animaux susceptibles d'être porteurs de bacilles bovins ou exécutés dans des installations où ont séjourné de tels animaux. |
| - Tuberculose cutanée ou sous-cutanée. | 6 mois | Travaux exécutés dans les abattoirs, les boucheries, les charcuteries, les triperies ou boyauderies, les entreprises d'équarrissage.                      |
| - Tuberculose ganglionnaire. | 6 mois | Manipulation ou traitement du sang, des glandes, des os, des cornes, des cuirs verts.                                                                     |
| - Synovite, ostéo-arthrite. | 1 an | |
| - Autres localisations. | 6 mois | |
| À défaut de preuves bactériologiques, le diagnostic devra s'appuyer sur des examens anatomo-pathologiques ou d'imagerie, ou à défaut, par traitement d'épreuve spécifique. | | |
| - B - Affections cutanées dues à Mycobacterium marinum et fortuitum : | 30 jours | Travaux en milieu aquatique mettant en contact avec des eaux contaminées.                                                                                 |
| Infection cutanée granulomateuse ulcéreuse prolongée dont l'étiologie doit être confirmée par des examens bactériologiques.                                                | | |
| Date de mise à jour : 20 mars 1999 | | |

### Données bactériologiques
À la suite des travaux de Pasteur, c'est un médecin allemand, Robert Koch, qui découvre le bacille, en 1882 : à ce moment, la tuberculose était en Europe la cause d'un décès sur sept.
Les bacilles de la tuberculose existaient il y a trois millions d'années, alors que les précédentes estimations tablaient sur une apparition datant seulement de 35 000 ans. La souche originelle serait apparue en Afrique de l'Est, considérée comme le berceau de l'humanité. La maladie serait donc aussi vieille que l'humanité et son expansion à travers le monde serait intimement liée à celle de l'homme. Ce serait l'homme qui aurait transmis la maladie à ses animaux domestiques ou commensaux et non l'inverse.
Le complexe tuberculosis serait constitué de deux lignées évolutives différentes,, la première n'infectant que l'Homo sapiens, la seconde qui serait d'origine humaine pouvant aussi infecter l'être humain, mais  affectant surtout d'autres mammifères (bovins, caprins, rongeurs…). 
Des modèles statistiques Bayésiens appuyés sur l'étude de marqueurs génétiques hypervariables (MIRU), laissent penser que le complexe tuberculosis actuel aurait 40 000 ans, c'est-à-dire qu'il serait apparu  lors des migrations humaines hors d'Afrique, mais ce n'est qu'il y a environ 10 000 ans, probablement en Mésopotamie lors du processus de domestication animale qu'il se serait diversifié.

### Données professionnelles
Les professions exposées au mycobacterium tuberculosis sont les soignants au contact d'un malade tuberculeux ou manipulant les prélèvements contaminés dans les laboratoires.
Les professions exposées au mycobacterium bovis sont les éleveurs, les vétérinaires, les travailleurs des abattoirs ou de l'industrie du cuir pouvant manipuler les produits provenant d'animaux contaminés.

### Données médicales
En pathologie professionnelle, toutes les formes cliniques peuvent se rencontrer, pour le mycobacterium tuberculosis il s'agit le plus souvent de tuberculose pulmonaires, mais pour le mycobacterium bovis, il peut s'agir de formes cutanées, ganglionnaires, articulaires.

### Prévention

#### Tuberculose bovine
L'épidémiologie repose sur le dépistage des vaches porteuses du bacille de la tuberculose à Mycobacterium bovis. L'écoépidémiologie passe d'abord par le suivi d'espèces proches (ex cerf, et surtout sanglier vivant à proximité)
Afin de prévenir la transmission du bacille à l'homme (par voie aérienne, par contact ou via ingestion de viande ou de lait mal cuit ou pasteurisé, la plupart des pays développés ont décidé d'assainir leur cheptel bovin en éliminant les animaux malades.

La détection des animaux porteurs se fait par voie clinique, allergique et par recherche des lésions évocatrices sur les carcasses à l'abattoir. En France, cette prophylaxie est obligatoire depuis 1963 sur tout le territoire pour tous les bovins de plus de 6 semaines. Pour déplacer des animaux sans contrainte, leur cheptel doit obtenir le statut « officiellement indemne de tuberculose ». Pour cela, tous les animaux sont testés régulièrement par intradermotuberculination. La fréquence est annuelle mais peut être allégée quand la prévalence de la maladie dans le département est faible.

Les animaux réagissant peuvent être soit testés comparativement par une tuberculine aviaire (pour détecter les faux positifs), soit envoyés à l'abattoir (l'abattage est alors subventionné) où les lésions évocatrices seront recherchées par un vétérinaire inspecteur, et éventuellement confirmées par diagnostic de laboratoire. Les troupeaux où l'infection est confirmée peuvent faire l'objet d'un abattage total, également subventionné.
Parallèlement, en France, un réseau de 5 000 vétérinaires sanitaires surveille l'apparition de signes cliniques évocateurs. Des visites sanitaires biennales de tous les troupeaux de bovins sont obligatoires. La vaccination au BCG positivant le test intradermique, elle est interdite sur le territoire français.

Cette politique a permis de faire considérablement baisser la prévalence de la tuberculose bovine. En 2000, la commission européenne a reconnu à la France le statut de pays officiellement indemne. En 2006 le taux d'incidence était de 0,032 % de cheptels infectés alors qu'il était de près de 25 % en 1955.
Le nombre de foyers de tuberculose bovine en France s'est élevé. De 2004 à 2009, il est passé de 42 en 2004, à 77 en 2008, et des épidémies préoccupantes se déclarent encore localement, notamment en Côte-d'Or en 2002 avec une aggravation spatiale et temporelle de 2005 à 2009 (45 exploitations infectées sur cette période, avec présence importante de souches mycobactériennes atypiques dans ce département), entrainant une extension de la zone de surveillance, jusque dans les départements voisins (Yonne et Haute-Saône).
En Côte-d'or, un protocole d'abattage partiel a été autorisé, expérimentalement  et en zone à risque, depuis 2002 une surveillance épidémiologique porte sur les cervidés, sangliers et blaireaux, qui a montré que Mycobacterium bovis s'étendait aussi dans la faune sauvage (rares cas jusqu’en 2007, mais foyers épidémiques chez les sanglier depuis (avec des lésions tuberculeuses pulmonaires chez de jeunes sangliers) . Quelques blaireaux malades ont été trouvés (une dizaine d’individus tuberculeux sur 274 analysés, et avec peu de lésions tuberculeuses). Cet animal est sensible à ce pathogène et s'est montré capable de jouer un rôle de réservoir sauvage en Grande-Bretagne ou en Irlande ,,. 

Selon la mission d’expertise locale envoyée par le ministère, la cause est clairement identifiée, « principalement due à des déplacements d’animaux entre la zone de surveillance située à proximité des foyers identifiés et la zone saine, non surveillée ». Il a été décidé que les blaireaux seront piégés et tués dans un rayon de 1 km autour des exploitations touchées, mais avec deux effets pervers possibles soulignés par l'AFSSA  ; 1) la niche écologique laissée vide sera réoccupée par des individus itinérants, venant de groupes sociaux différents et souvent plus agressifs (constat fait en Grande-Bretagne ,, ce qui s'est traduit par une augmentation du taux de tuberculose chez le blaireau), alors que la prévalence est faible en côte d'or et qu'elle était forte en Grande-Bretagne où le blaireau est considéré comme réservoir primaire de tuberculose avec 50 % des individus porteurs  2) Ceci fait volontiers penser aux éleveurs que le blaireau est responsable de l'épidémie, alors qu'il en est probablement qu'une victime, ce qui n'incite pas « à remettre en question certaines pratiques » d’élevage, « clairement identifiées à risque » . L'AFSSA invite à une information claire sur les objectifs et sur les résultats du dispositif ainsi qu'à une évaluation après un an .

#### Tuberculose humaine
Pendant longtemps il a reposé sur la vaccination par le BCG :
En 1921, Albert Calmette et Camille Guérin essayent avec succès le premier vaccin contre la tuberculose, baptisé BCG.
Le bacille de Calmette-Guérin (BCG) est une souche vivante atténuée de Mycobacterium bovis. L’efficacité de la vaccination par BCG se limite à la protection contre l’évolution mortelle de la tuberculose, particulièrement la méningite tuberculeuse et la maladie disséminée (miliaire). Le vaccin est plus efficace chez le nouveau-né et l'enfant que chez l'adulte.
Il ne permet donc pas d'empêcher la transmission de la maladie et d'enrayer l'épidémie mondiale. L'avenir est dans la recherche des gènes de virulence du bacille.
Signalons au passage que si on regarde attentivement l'évolution de la régression de la tuberculose depuis le XIXe siècle (fait constaté dans de nombreux pays), on constate objectivement qu'elle a régressé avant la découverte des antituberculeux, ou de la vaccination. Les épidémiologistes l'interprètent essentiellement par l'amélioration des conditions d'hygiène, des conditions nutritionnelles, etc,,
Sur base d'études faites à grande échelle et organisées par l'Organisation mondiale de la santé (OMS), certains pensent que l'efficacité du BCG est faible : dans une étude faite sur 260 000 personnes dans un pays d'endémie tuberculeuse (en Inde), les auteurs n'ont pas trouvé de différence significative entre le groupe qui avait reçu le BCG et celui qui ne l'avait pas reçu. Une autre étude faite également en Inde sur 366.625 personnes a montré que le BCG n'avait aucune action préventive sur les formes de tuberculoses pulmonaires adultes.
En juillet 2007, le ministre français de la santé, Roselyne Bachelot, a annoncé la suspension de l'obligation de vacciner tous les enfants et les adolescents contre la tuberculose par le BCG, à l'occasion de la présentation du nouveau programme de lutte contre cette maladie.
Après plus de deux ans de débats, et conformément aux recommandations du Conseil supérieur d'hygiène publique français et du Comité technique des vaccinations, la France, à l'image d'autres pays européens, veut optimiser sa stratégie de vaccination en la ciblant vers les enfants dits « à risque » et en renforçant le dépistage.
La stratégie de prévention actuelle repose donc désormais sur le dépistage de l'infection tuberculeuse chez les sujets en contact avec un malade tuberculeux et au traitement précoce, au stade de la tuberculose latente pour éviter la dissémination du bacille de Koch

### Déclaration obligatoire
En France, en Belgique et en Suisse, cette maladie est sur la liste des maladies infectieuses à déclaration obligatoire.
En France, en particulier, c'est la mise sous traitement antituberculeux qui constitue le critère de la déclaration. Cela permet d'inclure les cas confirmés bactériologiquement et les cas probables reposant sur un faisceau d'arguments épidémiologique, clinique et d'imagerie en l'absence de preuve bactériologique formelle. En effet ces cas probables nécessitant les mêmes investigations d'enquête épidémiologique pour rechercher d'éventuels cas contact ou contaminant autour d'eux...

## Sources spécifiques
- (fr) Tableau no 40 des maladies professionnelles du régime Général
- (fr) Tableau no 16 des maladies professionnelles du régime Agricole

## Sources générales
- (fr) Tableaux du régime Général sur le site de l’AIMT
- (fr) Guide des maladies professionnelles sur le site de l’INRS